# Haft Kadeh
Haft Kadeh (persiska: هفت کده) är en ort i Iran.   Den ligger i provinsen Ilam, i den västra delen av landet, 500 km sydväst om huvudstaden Teheran. Haft Kadeh ligger 817 meter över havet och antalet invånare är 280.
Terrängen runt Haft Kadeh är kuperad.Runt Haft Kadeh är det glesbefolkat, med 10 invånare per kvadratkilometer. Närmaste större samhälle är Pahleh, 7,2 km sydväst om Haft Kadeh. Trakten runt Haft Kadeh är ofruktbar med lite eller ingen växtlighet.